# Bingham Springs
Bingham Springs (korábban Purdy) az Amerikai Egyesült Államok Oregon államának Umatilla megyéjében, az Umatilla folyó közelében elhelyezkedő önkormányzat nélküli település.

## Története
A Thomas and Ruckle Roadon fizetőkapu, valamint 1864-ben postakocsi-megálló létesült, amit 1867 és 1868 között Alfred B. Meacham üzemeltetett. A létesítmény egyik első tulajdonosáról elnevezett Purdy postája 1881 és 1891 között működött.
A késő 19. században üdülő volt itt, melynek forrását az 1940-es években alapított Bar M Ranch vendégház medencéjéhez használják. A létesítmény vendégei voltak Calvin Coolidge elnök és Herbert Hoover államminiszter is.

## Éghajlat
A település éghajlata mediterrán (a Köppen-skála szerint Csb).

## Fordítás
- Ez a szócikk részben vagy egészben  a   Bingham Springs, Oregon című angol Wikipédia-szócikk ezen változatának fordításán alapul.  Az eredeti cikk szerkesztőit annak laptörténete sorolja fel. Ez a jelzés csupán a megfogalmazás eredetét és a szerzői jogokat jelzi, nem szolgál a cikkben szereplő információk forrásmegjelöléseként.